# ریوکی میورا
ریوکی میورا (انگلیسی: Ryuki Miura؛ زادهٔ ۱۷ مهٔ ۱۹۹۲) بازیکن فوتبال اهل ژاپن است.